# John Fellowes (4e baron de Ramsey)
Pour les articles homonymes, voir Fellowes.
John Ailwyn Fellowes (né le 27 février 1942) est un propriétaire terrien britannique, un agriculteur et le premier président de l'Agence pour l'environnement.

## Carrière
Lord de Ramsey exploite le domaine familial de 6 000 acres autour du village d'Abbots Ripton, dans le Huntingdonshire .
Il a un intérêt de longue date pour le drainage des marais, occupant un poste de commissaire pour les commissaires de niveau intermédiaire, président de l'Association of Drainage Authorities 1991-1994 et 2001-présent, et administrateur de la Cambridge Water Company de 1974 à 1994 .
Il est président de la Country Landowners Association (1991-1993), commissaire du domaine de la Couronne de 1994 à 2002 et président de la Royal Agricultural Society of England en 2002-03.
D'autres rôles incluent le président de la Cambridgeshire Farmers Union (1982), directeur du Shuttleworth Trust (1982-1995), membre du Conseil d'administration de l'Institute of Plant Science Research (1984-1989), directeur de Strutt et Parker (Farms) Limited (depuis 1993) et directeur du Lawes Agricultural Trust (depuis 1996) . Il est président du Lawes Trust, propriétaire du domaine sur lequel Rothamsted Research est basé.
En 1995, Lord de Ramsey devient le premier président de l'Agence pour l'environnement.

## Vie familiale et personnelle
John Ailwyn Fellowes est né en 1942, le fils aîné d'Ailwyn Fellowes (3e baron de Ramsey). Il fait ses études à Maidwell Hall, Northampton, Winchester College et Writtle Institute of Agriculture.
En 1973, il épouse Phylida Forsyth.  Ils ont un fils :
- Freddie John Fellowes (né le 31 mai 1978), qui, en tant que Fred Fellowes, dirige chaque année le festival de musique Secret Garden Party [5]

Il épouse en secondes noces Alison Birkmyre, fille de Sir Archibald Birkmyre, 3e baronnet, en 1984 .  Le couple a trois enfants :
- Charles Henry Fellowes né en 1986
- Daisy Lilah Fellowes née en 1988
- Flora Mary Fellowes née en 1991.

La famille vit à Abbots Ripton Hall, dans le Huntingdonshire.
En 1997, Lord de Ramsey reçoit un doctorat honorifique en sciences de l'École d'agriculture, d'alimentation et d'environnement de Université de Cranfield .